# L'Autoroute du soleil
L'Autoroute du soleil est une bande dessinée du Français Baru réalisée entre 1991 et 1994 à la suite d'une commande de la maison d'édition japonaise Kōdansha qui l'a publiée à l'été 1994 dans sa revue Morning. Éditée par Casterman en 1995 dans sa collection « Mangas », elle a obtenu l'Alph-Art du meilleur album français au festival d'Angoulême 1996.

## Synopsis
L’Autoroute du soleil raconte la fuite du français d'origine maghrébine Karim Kemal (22 ans) et du fils d'immigrés italien Alexandre (17 ans) depuis leur ville déshéritée de la Lorraine industrielle vers le sud de la France après que Karim a couché avec la femme de Raoul Faurissier, cadre local d'un parti d'extrême-droite qui les poursuit avec sa bande. En l'absence de contraintes de paginations, cette histoire étant destinée au marché japonais, Baru a pu développer cette cavale sur 430 pages, et ainsi atteindre une complexité dans la caractérisation supérieure aux bandes dessinées habituelles et décrire finement le contexte délétère et les problèmes sociaux de la France du début des années 1990.

## Récompenses
- 1996 : 
  - Alph-Art du meilleur album français au festival d'Angoulême[3]
  - Prix des libraires de bande dessinée

## Publications

### En japonais
- L'Autoroute du soleil, dans Morning, été 1994.

### En français
- L'Autoroute du soleil, Casterman, coll. « Manga Casterman », septembre 1995.
- L'Autoroute du soleil, Casterman, coll. « Écritures », 2 vol., septembre 2002.
- L'Autoroute du soleil, Casterman, coll. « Écritures », juin 2008.
- L'Autoroute du soleil, Casterman, coll. « Essentiels Écritures », mars 2012. Édition numérotée tirée à 3000 exemplaires.